# Sistema Europeo de Referencia Terrestre 1989
El ETRS89 (siglas en inglés de European Terrestrial Reference System 1989, en español Sistema de Referencia Terrestre Europeo 1989) es un sistema de referencia geodésico ligado a la parte estable de la placa continental europea. Este datum geodésico espacial es compatible con los modernos sistemas de navegación por satélite GPS, GLONASS y el europeo GALILEO. 
Su origen se remonta a la resolución de 1990 adoptada por EUREF (Subcomisión de la Asociación Internacional de Geodesia- AIG, para el Marco de Referencia Europeo) y trasladada a la Comisión Europea en 1999, por lo que está siendo adoptado sucesivamente por todos los países europeos.
El código EPSG correspondiente a este datum para las cartografías no proyectadas es el EPSG:4258.

## ETRS89 en España
En España y en 1995, la compensación de la red geodésica de Canarias, dentro del marco de la Red Geodésica Nacional por Técnicas Espaciales (REGENTE), supuso la materialización del sistema denominado REGCAN95, compatible con el sistema WGS84.
Desde el 29 de agosto de 2007 un Real Decreto regula la adopción en España del sistema de referencia geodésico global ETRS89, sustituyendo al sistema geodésico de referencia regional ED50, oficial hasta entonces en el país y sobre el que actualmente se está compilando toda la cartografía oficial en el ámbito de la península ibérica y las islas Baleares, y el sistema REGCAN95 en el ámbito de las islas Canarias, permitiendo una completa integración de la cartografía oficial española con los sistemas de navegación y la cartografía de otros países europeos. Así mismo, se propone un nuevo conjunto de coordenadas de las esquinas de hojas del Mapa Topográfico Nacional a escala 1:50.000 (MTN50) y sus divisiones.
Mediante Real Decreto 1071/2007, de 27 de julio, por el que se regula el sistema geodésico de referencia oficial en España, se adopta el sistema ETRS89 como nuevo sistema de referencia geodésico oficial en España y se propone un nuevo conjunto de coordenadas para las esquinas de hojas del MTN50 y sus divisiones. Para adaptase a la norma, se dispuso de un periodo transitorio hasta el 2015 en el que convivieron ambos sistemas.